# 200 mètres dos masculin aux championnats du monde de natation 2023
Cet article traite de l'épreuve masculine. Pour la compétition féminine, voir 200 mètres dos féminin aux championnats du monde de natation 2023.
Le 200 mètres dos masculin est une épreuve de natation sportive des championnats du monde de natation 2023. Elle a lieu les 27 et 28 juillet 2023 à Fukuoka au Japon.

## Records
Avant cette compétition, les records dans cette discipline étaient :
| Record du monde       | 1 min 51 s 92 | Aaron Peirsol | 31 juillet 2009 | Rome, Italie |
| Record du championnat | 1 min 51 s 92 | Aaron Peirsol | 31 juillet 2009 | Rome, Italie |

## Résultats détaillés
Les 16 meilleurs temps se qualifient pour les demi-finales (Q), puis les 8 meilleurs demi-finalistes passent en finale (F).

### Séries
| Rang | Série | Ligne | Nageur                | Pays             | Temps         | Commentaire |
| ---- | ----- | ----- | --------------------- | ---------------- | ------------- | ----------- |
| 1    | 4     | 5     | Bradley Woodward      | Australie        | 1 min 57 s 14 | Q           |
| 2    | 4     | 3     | Roman Mityukov        | Suisse           | 1 min 57 s 24 | Q           |
| 3    | 2     | 4     | Hubert Kós            | Hongrie          | 1 min 57 s 27 | Q           |
| 4    | 4     | 4     | Ryan Murphy           | États-Unis       | 1 min 57 s 37 | Q           |
| 5    | 4     | 6     | Apostolos Siskos      | Grèce            | 1 min 57 s 40 | Q           |
| 6    | 2     | 2     | Oliver Morgan         | Grande-Bretagne  | 1 min 57 s 61 | Q           |
| 7    | 3     | 1     | Hugh McNeill          | Canada           | 1 min 57 s 73 | Q           |
| 8    | 3     | 4     | Destin Lasco          | États-Unis       | 1 min 57 s 84 | Q           |
| 9    | 2     | 5     | Brodie Williams       | Grande-Bretagne  | 1 min 57 s 92 | Q           |
| 10   | 4     | 1     | Hugo González         | Espagne          | 1 min 57 s 99 | Q           |
| 10   | 4     | 2     | Lee Ju-ho             | Corée du Sud     | 1 min 57 s 99 | Q           |
| 12   | 3     | 3     | Mewen Tomac           | France           | 1 min 58 s 09 | Q           |
| 13   | 3     | 7     | Daiki Yanagawa        | Japon            | 1 min 58 s 14 | Q           |
| 14   | 3     | 5     | Benedek Kovács        | Hongrie          | 1 min 58 s 17 | Q           |
| 15   | 3     | 2     | Antoine Herlem        | France           | 1 min 58 s 20 | Q           |
| 16   | 3     | 6     | Hidekazu Takehara     | Japon            | 1 min 58 s 46 | Q           |
| 17   | 2     | 6     | Matteo Restivo        | Italie           | 1 min 58 s 57 |             |
| 18   | 4     | 7     | Andrew Jeffcoat       | Nouvelle-Zélande | 1 min 59 s 01 |             |
| 19   | 2     | 1     | João Costa            | Portugal         | 1 min 59 s 30 |             |
| 20   | 3     | 9     | Berke Saka            | Turquie          | 1 min 59 s 48 |             |
| 21   | 4     | 8     | Tao Guannan           | Chine            | 1 min 59 s 74 |             |
| 22   | 3     | 8     | John Shortt           | Irlande          | 1 min 59 s 79 |             |
| 23   | 2     | 7     | Lorenzo Mora          | Italie           | 1 min 59 s 99 |             |
| 24   | 2     | 0     | Ziyad Ahmed           | Soudan           | 2 min 0 s 52  |             |
| 25   | 2     | 8     | Yeziel Morales        | Porto Rico       | 2 min 0 s 76  |             |
| 26   | 4     | 0     | Erikas Grigaitis      | Lituanie         | 2 min 0 s 98  |             |
| 27   | 1     | 2     | Denilson Cyprianos    | Zimbabwe         | 2 min 2 s 12  |             |
| 28   | 1     | 5     | Mohamed Hany Mohamady | Égypte           | 2 min 2 s 23  |             |
| 29   | 1     | 4     | Khiew Hoe Yean        | Malaisie         | 2 min 3 s 14  |             |
| 30   | 4     | 9     | Tonnam Kanteemool     | Thaïlande        | 2 min 3 s 46  |             |
| 31   | 3     | 0     | Srihari Nataraj       | Inde             | 2 min 4 s 42  |             |
| 32   | 1     | 6     | Jack Harvey           | Bermudes         | 2 min 4 s 52  |             |
| 33   | 1     | 3     | Armin Lelle           | Estonie          | 2 min 5 s 20  |             |
| 34   | 2     | 9     | Trần Hưng Nguyên      | Viêt Nam         | 2 min 7 s 40  |             |
| 35   | 1     | 8     | Merdan Atayev         | Turkménistan     | 2 min 7 s 48  |             |
| 36   | 1     | 7     | Matthieu Seye         | Sénégal          | 2 min 8 s 44  |             |
| 37   | 1     | 1     | Thomas Wareing        | Malte            | 2 min 12 s 57 |             |
| 38   | 1     | 0     | Joel Ling             | Brunei           | 2 min 13 s 07 |             |
| 39   | 1     | 9     | Ali Imaan             | Maldives         | 2 min 23 s 46 |             |
| -    | 2     | 3     | Ksawery Masiuk        | Pologne          | Non-partant   |             |

### Demi-finales
| Rang | Série | Ligne | Nageur            | Pays            | Temps         | Commentaire        |
| ---- | ----- | ----- | ----------------- | --------------- | ------------- | ------------------ |
| 1    | 1     | 4     | Roman Mityukov    | Suisse          | 1 min 55 s 85 | F, Record national |
| 2    | 1     | 1     | Benedek Kovács    | Hongrie         | 1 min 55 s 89 | F                  |
| 3    | 2     | 5     | Hubert Kós        | Hongrie         | 1 min 55 s 99 | F                  |
| 4    | 1     | 5     | Ryan Murphy       | États-Unis      | 1 min 56 s 02 | F                  |
| 5    | 1     | 7     | Mewen Tomac       | France          | 1 min 56 s 05 | F                  |
| 6    | 2     | 4     | Bradley Woodward  | Australie       | 1 min 56 s 16 | F                  |
| 7    | 2     | 1     | Daiki Yanagawa    | Japon           | 1 min 57 s 23 | F                  |
| 8    | 1     | 2     | Hugo González     | Espagne         | 1 min 55 s 50 | F                  |
| 9    | 1     | 3     | Oliver Morgan     | Grande-Bretagne | 1 min 57 s 55 |                    |
| 10   | 2     | 8     | Antoine Herlem    | France          | 1 min 57 s 55 |                    |
| 11   | 2     | 2     | Brodie Williams   | Grande-Bretagne | 1 min 57 s 93 |                    |
| 12   | 2     | 3     | Apostolos Siskos  | Grèce           | 1 min 58 s 04 |                    |
| 13   | 2     | 7     | Lee Ju-ho         | Corée du Sud    | 1 min 55 s 05 |                    |
| 14   | 1     | 8     | Hidekazu Takehara | Japon           | 1 min 58 s 10 |                    |
| 15   | 2     | 6     | Hugh McNeill      | Canada          | 1 min 58 s 86 |                    |
| 16   | 1     | 6     | Destin Lasco      | États-Unis      | 1 min 59 s 18 |                    |

### Finale
| Rang               | Ligne | Nageur           | Pays       | Temps         | Commentaire     |
| ------------------ | ----- | ---------------- | ---------- | ------------- | --------------- |
| Médaille d'or      | 3     | Hubert Kós       | Hongrie    | 1 min 54 s 14 | Record national |
| Médaille d'argent  | 6     | Ryan Murphy      | États-Unis | 1 min 54 s 83 |                 |
| Médaille de bronze | 4     | Roman Mityukov   | Suisse     | 1 min 55 s 34 | Record national |
| 4                  | 2     | Mewen Tomac      | France     | 1 min 55 s 79 |                 |
| 5                  | 5     | Benedek Kovács   | Hongrie    | 1 min 55 s 85 |                 |
| 6                  | 7     | Bradley Woodward | Australie  | 1 min 56 s 29 |                 |
| 7                  | 8     | Hugo González    | Espagne    | 1 min 56 s 33 |                 |
| 8                  | 1     | Daiki Yanagawa   | Japon      | 1 min 58 s 75 |                 |